# Giuseppe Blanc
Giuseppe Blanc (Bardonecchia, 11 aprile 1886 – Santa Margherita Ligure, 7 dicembre 1969) è stato un compositore italiano.
È ricordato per la composizione dell'inno goliardico Il commiato (1909), su testo di Nino Oxilia, che in seguito fu adattata in canzone, Giovinezza, divenuta poi inno degli Arditi e del Fascismo.

## Biografia
Di Giuseppe Blanc scriveva Asvero Gravelli che era stato uno 
Dopo la laurea in giurisprudenza, conseguita a Torino per volontà del padre, Blanc poté dedicarsi alla musica e studiò nel capoluogo piemontese con il compositore Giovanni Bolzoni. Fu poi allievo di Walter Braunfels a Monaco di Baviera. Si arruolò quindi come ufficiale alpino e con questo incarico fu combattente nella Grande Guerra.
Nel 1909, prima di divenire un compositore professionista, scrisse una canzone goliardica sul testo del poeta e commediografo Nino Oxilia, suo compagno di studi presso l'Associazione Torinese Universitaria). La canzonetta, intitolata Giovinezza o Il commiato, riscosse notevole successo, prima fra i goliardi torinesi, che ne stamparono 150 copie a loro spese, e poi durante un raduno di ufficiali alpini per un corso di sciatore, al quale partecipò anche Blanc. Il musicista la eseguì a mensa, insegnandola al coro dei suoi commilitoni, che l'apprezzarono moltissimo, elevandola a loro inno. Durante la prima guerra mondiale sulle sue note diversi autori scrissero altri testi e la canzone conobbe vasta diffusione fra le truppe, in particolare fra gli Arditi. La grande diffusione del canto in guerra, durante l'Impresa di Fiume e fra gli squadristi spinse un certo Marcello Manni, figlio di un editore fiorentino e a sua volta autore dilettante vicino al futurismo, a pubblicare la versione degli Arditi come una sua creazione originale, spingendo Blanc ad un'azione legale, senza successo. Con l'avvento del Fascismo, nel 1924 Blanc aderì al Direttorio del PNF, che per diretto intervento di Mussolini impose all'editore Manni di ripubblicare il foglio volante della canzone con l'indicazione di Blanc come autore e "G. Castoldi" (pseudonimo di Manni) come "arrangiatore". Contestualmente il Direttorio affidava a Blanc l'orchestrazione di una nuova versione trionfale dell'Inno su testo di Salvator Gotta, che sarebbe divenuta l'inno ufficiale del partito, e si impegnava a dare la più ampia diffusione alle altre opere del musicista, come per esempio Balilla!. Nel 1928, con la creazione della SIAE, fu stabilito per Blanc un compenso di 30.000 lire dell'epoca, da attingersi alle imposte sul repertorio anonimo.

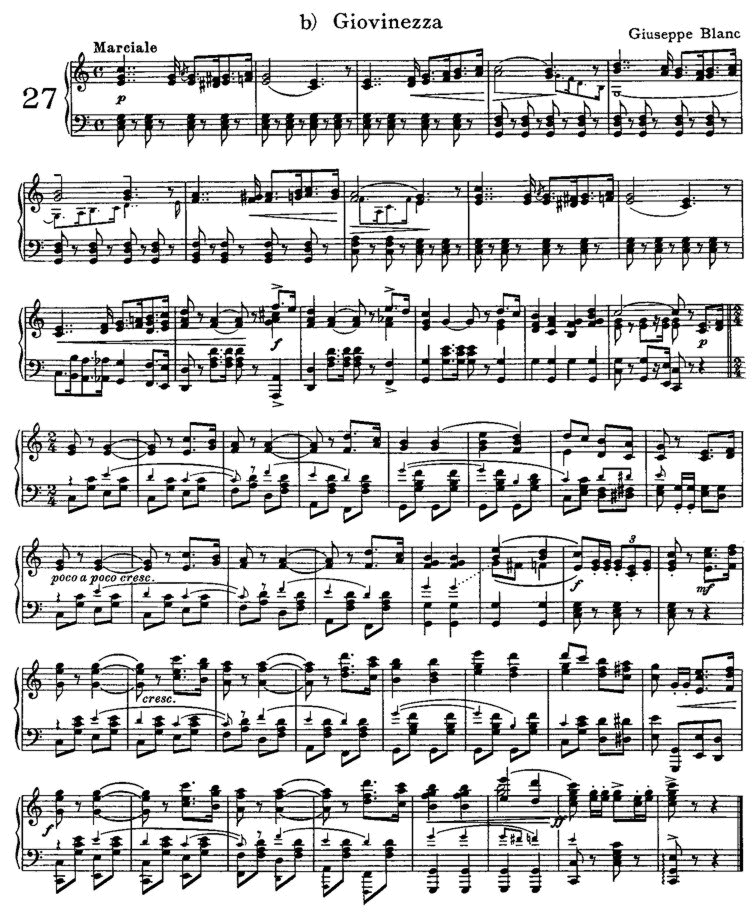
Lo spartito dell'inno Giovinezza

L'anno precedente lo scoppio del conflitto europeo compose la musica dell'operetta Festa dei fiori su libretto di Oxilia, presentata per la prima volta al pubblico nel gennaio del 1913 dalla compagnia Vecla-Vannutelli, al teatro Eliseo di Roma, ottenendo un notevole successo. Il critico musicale Domenico Oliva scrisse di Blanc come di "un'autentica rivelazione della musica".
Con l'avvento del Fascismo il genere dell'operetta risultò inviso a Mussolini, e Blanc cercò nuovi sbocchi alla sua attività musicale. Blanc ebbe comunque un'attività di composizione prolifica e considerata di una certa qualità, non esente tuttavia da alti e bassi stilistici. Alcuni suoi brani di molti anni prima, tra cui il valzer Malombra, vennero utilizzati - nell'adattamento di Salvatore Allegra - come colonna sonora del film Addio, giovinezza! di Ferdinando Maria Poggioli (1940), quarta riduzione cinematografica dell'omonima commedia scritta nel 1911 da Sandro Camasio e Nino Oxilia..
Nel dopoguerra Blanc si chiuse nel silenzio e fu dimenticato da tutti. Nel 1960 la sua composizione di epoca fascista (1930) Inno della Somalia Italiana divenne l'inno nazionale dell'ex colonia, dopo averne cambiato il testo scritto da Bravetta con Soomaaliyeey toosoo di Ali Mire Awale.

## Opere
Oltre alla ben nota Festa dei fiori e alla celebre Giovinezza, Blanc fu autore dell'operetta Fiançailles, della pantomima Le statuette di Chelsea, de Il convegno dei morti ("visione tragica", su libretto di Salvator Gotta, datato 1923) e - sempre su testi del medesimo autore - de La valle degli eroi (1931 al Teatro Regio di Torino diretta da Franco Ghione).
Fu uno dei più prolifici autori di canzoni e inni fascisti. Fra questi - oltre Giovinezza, nella versione "trionfale", ufficialmente assunta dal Partito Fascista, su testo di Salvator Gotta - si ricordano Balilla! ("Fischia il sasso" - 1923), Bimbe d'Italia!, di cui fu autore anche del testo. A partire dagli anni Venti del XX secolo iniziò una proficua collaborazione col poeta Vittorio Emanuele Bravetta, sui cui testi scrisse le musiche dell''Inno degli universitari fascisti ("Siamo fiaccole di vita" - 1927), dell'Inno dei Giovani Fascisti ("Fuoco di Vesta", 1927), della Marcia delle Legioni, dell'inno il Decennale (1932), Etiopia (1936), Inno dell'Italia imperiale, Inno Mediterraneo, Adesso viene il bello (1940). Sul testo del poeta futurista Auro d'Alba invece scrisse nel 1935 l'inno Preghiera del Milite.
Fra le opere non legate al regime fascista, si ricorda soprattutto il valzer Malombra, che fece parte della colonna sonora del film Addio giovinezza! del 1940, diretto da Ferdinando Maria Poggioli.